# حلم بمعركة أرمجدون
حلم بمعركة أرمجدون (بالإنجليزية: A Dream of Armageddon)‏ هي قصة قصيرة بقلم هربرت جورج ويلز.
قام ويلز بإعادة كتابة القصة لاحقا، مع نسخة موسعة نشرت لأول مرة من خلال شركة طبع إنجليزية، خاصة تدعى غولدن كوكريل، في عام 1939.